# 自由の家 (イタリア)
自由の家（じゆうのいえ、Casa delle Libertà、"CdL"）は、イタリアの政党連合。
- 2001年 - フォルツァ・イタリアを中心とする中道右派の政党により結成。
- 2008年 - 自由の人民結成に伴い解散。

## 概要
フォルツァ・イタリアは、国民同盟、キリスト教民主同盟になどと中道右派連合「自由の極」を組織し、中道左派連合「オリーブの木」に対抗していた。しかし1996年以降、政権から離れていたことに危機感を強め政権下野のきっかけとなった北部同盟と提携し、新政治勢力として「自由の家」を結成した。

## 自由の家加盟政党
- フォルツァ・イタリア
- 国民同盟
- 中道連合
- 北部同盟
- 自治運動
- 自治によるキリスト教民主主義
- 新イタリア社会党
- 社会行動
- 社会運動・三色の炎
- ノーユーロ
- 年金受給者党
- 環境リスト
- イタリア自由党
- S.O.Sイタリア
- イタリア共和党
- 中道イタリア
- フォルツァ・ヌオーヴァ